# Gare d’Ambazac
Gare d'Ambazac – przystanek kolejowy w Ambazac, w departamencie Haute-Vienne, w Nowa Akwitania, we Francji.
Został otwarty w 1856 przez Compagnie du chemin de fer de Paris à Orléans (PO). Jest przystankiem kolejowym Société nationale des chemins de fer français (SNCF), obsługiwaną przez pociągi TER Centre i TER Limousin.

## Położenie
Znajduje się na wysokości 382 m n.p.m., na 383,311 km linii Orlean – Montauban, między stacjami La Jonchère i Les Bardys.

## Usługi
Jest obsługiwany przez pociągi TER Limousin kursujące na trasie Limoges – Vierzon i Limoges – Guéret – Montluçon.